# Elvita Solán
Elvita Solán fue una actriz cinematográfica argentina.

## Carrera
Solán fue una joven actriz de reparto que incursionó en el cine durante la época dorada argentina, principalmente en las décadas del '30 y el '40. Junto a estrellas célebres como Tino Tori, Arturo Sánchez, Ada Cornaro, Jorge Aldao, Mercedes Carné , Felipe Dudán, Herminia Velich, Juan Miguel Velich, Percival Murray Álvaro Escobar, Enrique Vimo, Nelly Prince, entre otros.
Luego de su último film en 1948, abandonó  el ambiente artístico.

### Filmografía
- 1941: La mujer del zapatero
- 1942: Gran pensión La Alegría
- 1944: Un muchacho de Buenos Aires
- 1948: Su íntimo secreto.[2]